# Pedro Pumarejo Vega
Pedro Modesto Pumarejo Vega es un abogado y político colombiano, exsenador de la república de Colombia, quien fungió como Secretario General del Senado entre 1992 y 1998, siendo presidente de la república César Gaviria Trujillo, y luego Ernesto Samper Pizano.

## Familia
Pedro Pumarejo Vega nació en el hogar de Pedro Pumarejo y su esposa Basilia Vega. Su padre fue asesinado en 1990 por las guerrillas. Es hermano de Gustavo Pumarejo Vega, quien fue procurador regional en Montería.

## Senado de la República
Pumarejo Vega llegó al congreso de la república de Colombia en 1974 para trabajar como mensajero, y empezó a escalar posiciones bajo la tutela del político cesarense Crispín Villazón De Armas, alternando con sus estudios de derecho en la Universidad Libre. En 1991 fue elegido al senado de la república con el apoyo del Clan Gnecco Cerchar con los hermanos Lucas y Pepe Gnecco Cerchar, y llegaría a ser electo al máximo cargo del congreso, Secretario General del Senado cargo en el que se mantivo entre 1992 y 1998.

### Proceso 8000
El 26 de julio de 2001, la justicia colombiana lo condenó a 42 meses de cárcel a Pedro Pumarejo, pero emitió orden de captura el 9 de septiembre de 1998. Pumarejo Vega fue detenido el 8 de octubre de 1998 bajo cargos de enriquecimiento ilícito. López Pumarejo no pudo justificar en sus cuentas bancarias el ingreso de COP$ 1000 millones de pesos. Pumarejo Vega fue uno de los investigados por la Fiscalía al resultar involucrado en el Proceso 8000, en el que el cartel de Cali entregaba dineros del narcotráfico a políticos para pedalear sus intereses y en el que incluso se vio involucrada la campaña presidencial de Ernesto Samper. Pumarejo Vega recibió tres cheques de una empresa fachada del cartel de Cali llamada Exportcafé Ltda, dos de éstos cheques fueron por un monto de COP$ 7'500.000 pesos. Según la justicia colombiana, Pumarejo protegía los intereses de los narcos con leyes sobre extinción de dominio. Tampoco pudo declarar la procedencia del dinero que usó para comprar una de las mejores fincas en el departamento del Cesar, la Hacienda El Sinaí, que fue sinónimo de poder en la región y había sido propiedad de Ciro Pupo y luego Armando Maestre Pavajeau, incluso inmortalizada en canciones vallenatas de Rafael Escalona. Además de esta hacienda, que estaba repleta con más de mil cabezas de ganado, no logró explicar las adquisiciones de otras fincas como El Bálsamo, Jamaica, San Andrés, Las Canarias, El Rosario, Palmira y El Frente, dos apartamentos en Bogotá, y varias propiedades en la ciudad de Valledupar.

## Apoyo a Luis Monsalvo Gnecco
Para las Elecciones regionales de Colombia de 2011, Pumarejo Vega apoyó al entonces candidato a la gobernación del Cesar, Luis Monsalvo Gnecco, del Clan Gnecco Cerchar.